# Дялтува, Пятрас
Пятрас Дялтува (лит. Petras Deltuva, 9 декабря 1932, деревня Сургучяй, ныне местечко Мариямпольского самоуправления) — литовский скульптор и литератор, автор стихотворных произведений и романов.

## Биография
В 1960 году окончил Художественный институт Литовской ССР. С 1958 года участвовал в выставках. Занимался созданием надгробных памятников, скульптурных портретов, декоративных скульптур, медалей. В 1988 году попросил политическое убежище в Швеции. Живёт в Швеции с 1992 года.

## Творчество
Автор надгробных памятников (поэта Владаса Мозурюнаса на кладбище Расу в Вильнюсе, 1966), памятников (Кристионасу Донелайтису в Клайпеде, 1973; Йонасу Яблонскису в Вильнюсе, 1975; гипсовая скульптура находилась в одном из читальных залов Национальной библиотеки имени Мартинаса Мажвидаса, декоративных скульптур («Балтия» в Кокколе, 1980), также скульптурных портретных бюстов деятелей культуры — писателя Йонаса Авижюса (1971), балерины Лореты Бартусявичюте (1983). Занимался созданием медалей. Скульптурным произведениям Дялтувы свойственны лаконичность, сдержанность, обобщённость форм. Произведения хранятся в музеях Литвы. 
Издал сборник стихотворений „Stockholmo eskizai“ («Стокгольмские эскизы»; 2003), затем ряд романов — „Pabėgimas nuo absurdo“ («Побег от абсурда»; 2004), „Nebylio pabučiavimas“ (2011), „Svetimi namai“ (2012), „Narkomanas per prievart “ (2013).